# TOKYOcreatist
TOKYO creatist（トウキョウクリエイティスト）は、イノベーションカルチャーを目的とした集団である。
初期メンバーは東京を中心に活動していたuCCI、MiCE、CO.1LOW、Hovaの4人である。

## 概要
2008年3月12日、uCCI、MiCE、CO.1LOW、Hovaの4人にて“TOKYOcreatist”結成。
スタートメンバーの4人で活動していた頃は、音源は全てHovaによるビートボックスにてパフォーマンスを行っていた。
2008年12月にMiCEが脱退、2011年にはCO.1LOW、Hovaが脱退(詳細は後述)。
その後、幾度のメンバー編成を経て、今に至る。
2015年現在は活動休止中であり、結成時のメンバーはuCCIのみである。

## メンバー
- uCCI（リーダー）
本名、内田 洋茂（うちだ ひろしげ、1980年4月5日（44歳） - ）。東京都出身。血液型はA型。リーダー。ちょんまげ担当。